# 이스라엘 경찰 국가 본부

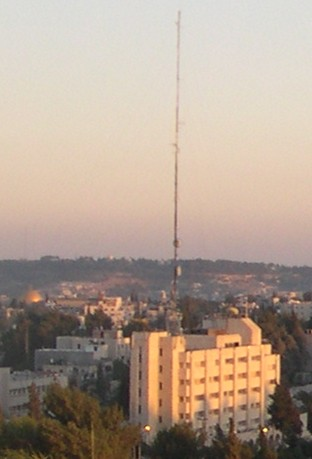
이스라엘 경찰 국가 본부

이스라엘 경찰 국가 본부(히브리어: בניין המטה הארצי של משטרת ישראל)는 예루살렘에 있는 이스라엘 경찰의 본부이다.